# Česko na Světových hrách 2013
Česká republika byla mezi účastnickými zeměmi na IX. Světových hrách 2013 v kolumbijské Cali, pořádaných od 25. července do 4. srpna 2013. Reprezentanti zde získali tři medaile a čtvrtou v ukázkovém sportu.

## Závodníci
Čeští sportovci, kteří se účastnili světových her 2013
| Sport                                | Disciplína         | Pořadí           | Jméno |
| ------------------------------------ | ------------------ | ---------------- | --- |
| paragliding                          | seskok na přesnost | Stříbrná medaile | Tomáš Lednik |
| paragliding                          |                    | Martin Ondrášek  | |
| taneční sport                        | salsa              | Stříbrná medaile | Michaela Gatěková a Jakub Mazůch |
| inline hokej                         | —                  | Bronzová medaile | David Balazs, Jan Besser, Michal Bezouška, Daniel Brabec, Lukáš Cik, Ondřej Fiedler, Ondřej Jirkův, Petr Kafka, Patrik Šebek, David Sem, Michal Simo, Pavel Strýček, Martin Turznik, Ladislav Vlček                                 |
| kanoistický maraton (ukázkový sport) | double kajak muži  | Stříbrná medaile | Jiří Mládek a Tomáš Ježek |
| kanoistický maraton (ukázkový sport) | double kajak muži  | 5                | Matouš Pavlík a Martin Kucián |
| kanoistický maraton (ukázkový sport) | singl kajak muži   | 7                | Martin Kolanda |
| kanoistický maraton (ukázkový sport) | singl kajak ženy   | 5                | Lenka Hrochová |
| kanoistický maraton (ukázkový sport) | double kanoe muži  | 5                | Jan Dlouhý a Václav Dubský |
| kanoistický maraton (ukázkový sport) | singl kanoe muži   | 6                | Jakub Březina |
| karate                               |                    |                  | Radka Krejčová |
| kolečkové bruslení                   |                    |                  | Matěj Pravda |
| korfbal                              |                    |                  | Veronika Bínová, Martina Bouman, Martina Jindrová, Eliška Jonáková, Denisa Kolářová, Lenka Nasadilová, Tereza Paďouková, Klára Zábojová, Jakub Bláha, Vlasta Krejčí, Matěj Kubíček, Petr Pešák, Jiří Podzemský, Jan Šedý , Ivan Žák |
| lukostřelba                          | recurve            | 12               | Ondřej Kníže |
| lukostřelba                          | barebow            | 6                | Martina Macková |
| moderní gymnastika                   |                    |                  | Monika Míčková |
| orientační běh                       |                    |                  | Iveta Duchová |
| orientační běh                       |                    | Tereza Novotná   | |
| orientační běh                       |                    | Vojtěch Král     | |
| orientační běh                       |                    | Jan Procházka    | |
| parašutismus                         |                    |                  | Jan Bartoš |
| parašutismus                         |                    | Mark Rahbani     | |
| parašutismus                         |                    | Zbyněk Živný     | |
| ploutvové plavání                    |                    |                  | Zuzana Svozilová |
| silový trojboj                       |                    |                  | Milan Špingl |
| skoky na trampolíně                  | synchronizované    |                  | Zita Frydrychová a Sandra Opalecká |
| skoky na trampolíně                  | synchronizované    | 6                | Adam Sült a Martin Pelc |
| Sportovní lezení                     | rychlost           | 5                | Libor Hroza |
| vodní lyžování                       |                    |                  | Daniel Odvárko |
|                                      |                    |                  | |
| 17                                   | x                  | 0/3/1            | 67 |

Další nominace bez účasti
| Sport            | Disciplína | Jméno      |
| ---------------- | ---------- | ---------- |
| Sportovní lezení | obtížnost  | Adam Ondra |
|                  |            |            |
| x                | x          | x          |

doprovod
| Funkce       | Sport               | Jméno                                                            |
| ------------ | ------------------- | ---------------------------------------------------------------- |
| doprovod     | orientační běh      | Dickfors Lars Åke, Šubrt Jiří                                    |
| doprovod     | moderní gymnastika  | Zdeňka Schnizelová                                               |
| rozhodčí     | moderní gymnastika  | Sotirula Landyšová                                               |
| doprovod     | skoky na trampolíně | Petr Dufek, Vladimír Zeman                                       |
| doprovod     | taneční sport       | Leoš Siegel                                                      |
| doprovod     | inline hokej        | Tomáš Březina, Martin Mecera, Tomáš Ulrich, Tomáš Würtherle      |
| rozhodčí     | inline hokej        | Jiří Rozlílek                                                    |
| doprovod     | duatlon             | Zdeněk Kabrhel                                                   |
| doprovod     | ploutvové plavání   | Zbyněk Svozil                                                    |
| doprovod     | silový trojboj      | Petr Slanička                                                    |
| doprovod     | korfbal             | Ivo Kracík                                                       |
| rozhodčí     | korfbal             | Lukáš Filip                                                      |
| štáb výpravy | —                   | Milan Handl, Tomáš Houska, Pavel Křížek, Jan Stluka, Filip Šuman |